# Waterpoort

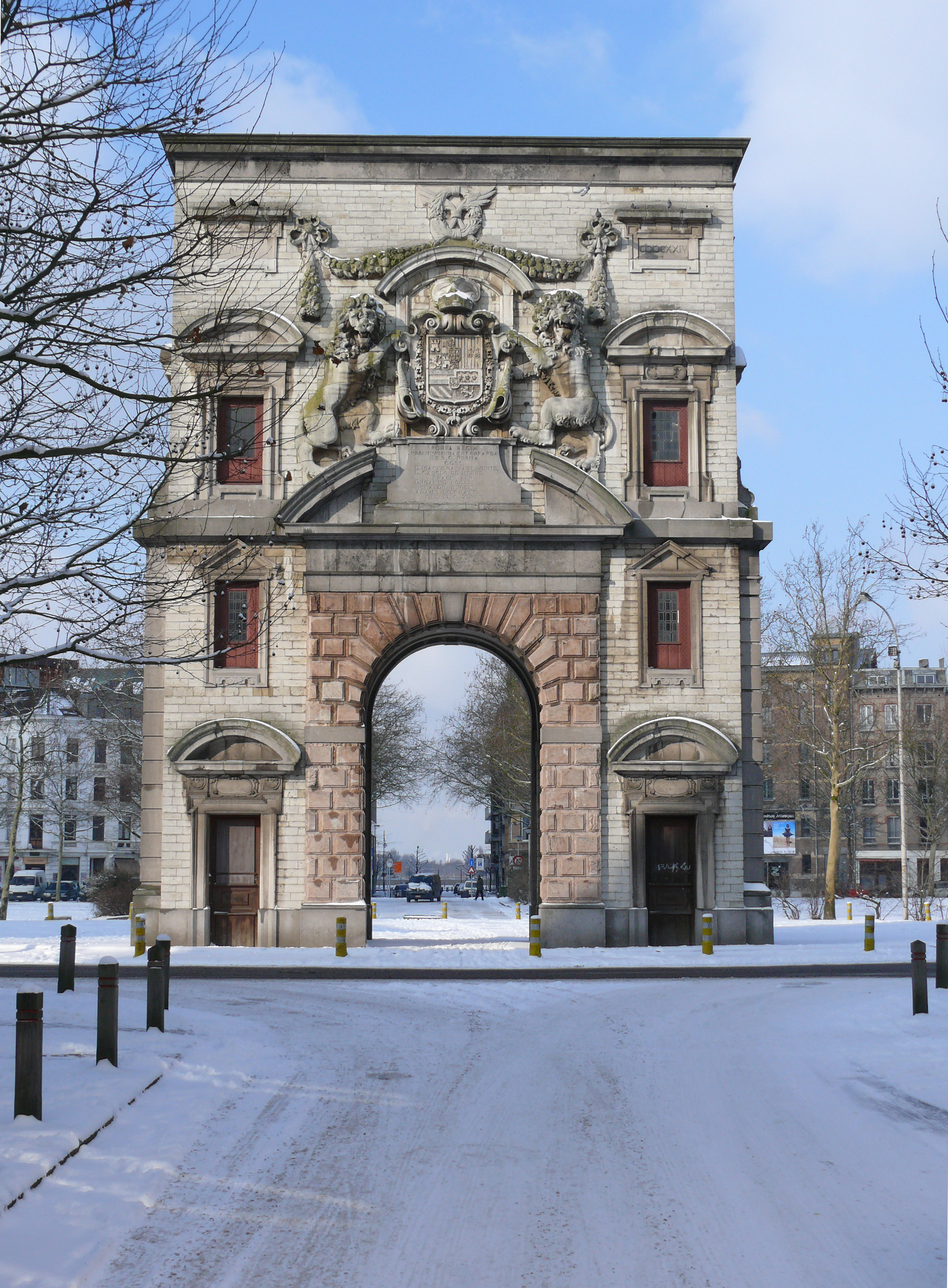
Waterpoort sur la Gedempte Zuiderdokken, vu de la Kasteelstraat.

La porte d'eau ou la Waterpoort (également connu sous le nom de Porta Regia et Coninckxpoort) est un arc de triomphe situé dans le Zuiderdokken, quartier du Sud. Le monument était à l'origine une porte d'eau (en néerlandais waterpoort ou reek) sur l'Escaut.
Lorsque cette arche a été construite à l'origine sur l'Escaut, elle fonctionnait comme un passage vers la rivière depuis l'enceinte fortifiée qui protégeait la ville d'Anvers bateaux pouvaient accéder au Vlasmarkt du côté de l'Escaut par ce passage. La porte a été sculptée par Hubert van den Eynde, avec l'aide de Hans van Mildert,comme porte honoraire pour le roi Philippe IV. Des inscriptions des deux côtés de la porte indiquent sa fonction à la fois de waterpoort et d'arc honorifique pour Philippe IV,. L'arc a été érigé en 1624,,. La conception de la porte a été attribuée à Pierre Paul Rubens, bien que, contrairement à l'identité des sculpteurs (Van den Eynde et Mildert), il n'y ait aucune preuve tangible de la participation de Rubens,.
L'arche a été construite à l'origine comme une waterpoort et une entrée au Vlasmarkt. À la suite de travaux sur les quais de l'Escaut, la porte a été déplacée vers le Sint-Jansvliet dans les années 1880. Lorsqu'en 1933, le bâtiment d'entrée du nouveau tunnel piétonnier Sint-Anna dut être construit à cet endroit, la porte fut de nouveau déplacée. En 1936, elle fut finalement reconstruite sur les Gillisplaats[pas clair] dans le Zuid, sur le Zuiderdokken (nl).  
Parce qu'il a été déplacé deux fois, l'arc est surnommé « la porte de marche[pas clair] ».